# Plan de Arenas
Plan de Arenas är en ort i Mexiko.   Den ligger i kommunen Altotonga och delstaten Veracruz, i den sydöstra delen av landet, 210 km öster om huvudstaden Mexico City. Plan de Arenas ligger 889 meter över havet och antalet invånare är 111.
Terrängen runt Plan de Arenas är kuperad åt nordväst, men åt sydost är den bergig. Plan de Arenas ligger nere i en dal. Runt Plan de Arenas är det ganska tätbefolkat, med 104 invånare per kvadratkilometer. Närmaste större samhälle är Atzalan, 10,7 km väster om Plan de Arenas. I omgivningarna runt Plan de Arenas växer i huvudsak städsegrön lövskog.